# Elkerülő személyiségzavar
Az elkerülő személyiségzavar vagy avoidant személyiségzavar egyfajta személyiségzavar.
Az avoidant személyiségzavarral élők életét szociális önizoláció, erős önvád és túlérzékenység jellemzi. Szélsőséges esetekben az agorafóbia tünetei is megjelennek.

## Tünetek
Az avoidant személyiségzavarral rendelkezők általában szociálisan diszfunkcionálisnak vagy visszataszítónak képzelik magukat. Megpróbálják elkerülni azokat a helyzeteket, amelyekben megaláztatásnak lehetnek kitéve. A szégyent és az elutasítottságot sokkal rosszabbnak tartják, mint önmaguk izolációját. Általában nem a jogos kritikától, hanem a megaláztatástól, elutasítottságtól és utálattól félnek. A megvetettségtől való rettegés visszatartja őket a felületesnél mélyebb kapcsolatok kiépítésében. Jellemző rájuk a rendkívül alacsony önbecsülés és túlérzékenység a negatív hatásokra.
A tünetei először korafelnőtt korban válnak nyilvánvalóvá. Gyermekkori érzelmi elutasítottság és csoportokban tapasztalt kirekesztettség növeli ezen betegség kialakulásának kockázatát.